# Joodse begraafplaats (Buren)
In het Gelderse Buren is een tweetal Joodse begraafplaatsen gelegen.
De grond aan de Aalsdijk is in 1672 aan Moses Ephraim geschonken om daar een Joodse begraafplaats op te richten.
In 1845 werd een tweede begraafplaats in gebruik genomen gelegen op de voormalige kasteelwal naast de algemene begraafplaats.

## Locaties
- Aalsdijk: 51° 54′ 55″ NB, 5° 20′ 26″ OL
- Kasteelwal: 51° 54′ 45″ NB, 5° 19′ 47″ OL